# Jean-Guillaume-Elzidor Naigeon
Jean-Guillaume-Elzidor Naigeon né le 8 avril 1797 à Paris et mort le 30 décembre 1867 dans cette même ville est un peintre et conservateur de musée français.

## Biographie
Jean-Guillaume-Elzidor Naigeon est le fils du peintre Jean Naigeon (1757-1832), et l'époux de Pauline Aubert.
Élève de Jean-Antoine Gros et de l'École des beaux-arts de Paris, il remporte le second grand prix de Rome en 1824, voyage à Rome et débute au Salon de 1831.
En 1832, il succède à son père au poste de conservateur du musée du Luxembourg à Paris, puis en 1861, du musée égyptien.
Il est nommé chevalier de la Légion d'honneur en 1843.
Il meurt à son domicile parisien du quai Voltaire, le 30 décembre 1867.

## Œuvres dans les collections publiques
- Beaune, musée des Beaux-Arts : Études de nu, ensemble de sept huiles sur toile[4].
- Dijon, musée Magnin : Portrait de Charles-Philippe Larivière, vers 1824, fusain et pierre noire sur papier[5].
- Paris, musée de l'Armée : Henri II, roi de France (1519-1559), 1837, huile sur toile, dépôt du musée de l'Histoire de France[6].
- Versailles, musée de l'Histoire de France :
  - Pierre-Daniel Huet, évêque d'Avranches (1630-1721), 1842, huile sur toile[7] ;
  - Gaspard Monge, comte de Peluse (1746-1818), 1842, copie d'après un original de Jean-Claude Naigeon conservé au musée des Beaux-Arts de Beaune, huile sur toile[8].

Œuvres de Jean-Guillaume-Elzidor Naigeon
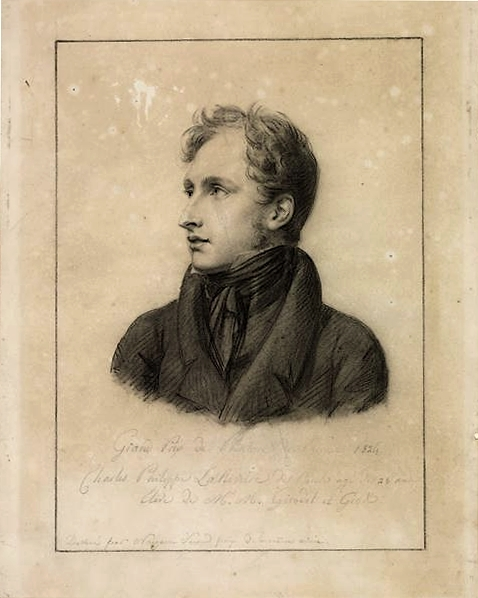
Portrait de Charles-Philippe Larivière (vers 1824), Dijon, musée Magnin.
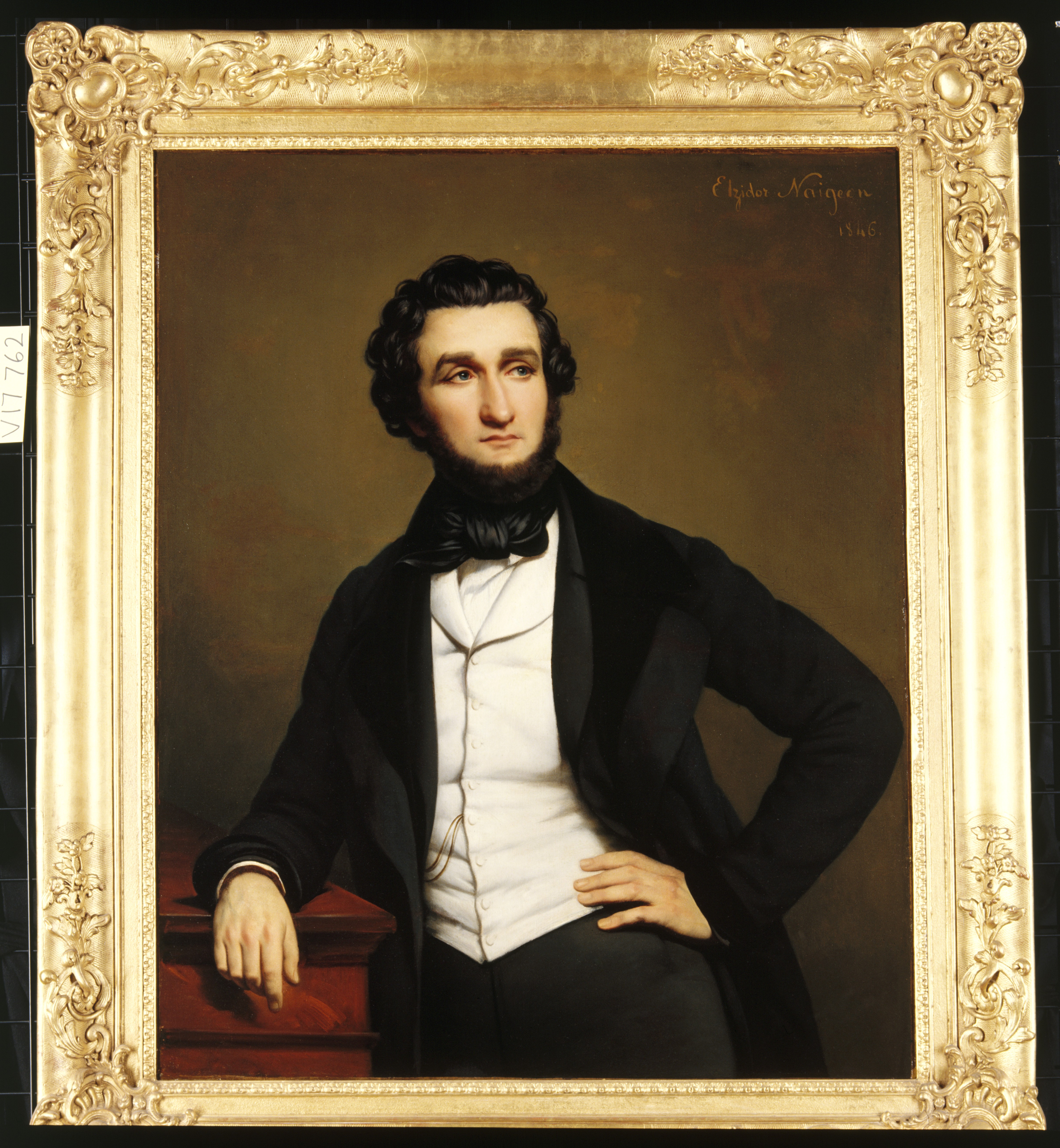
Jean-Zuléma Amussat (1846), Wellcome Collection.